# Корисні копалини Буркіна-Фасо
Ко́ри́сні копалини Буркіна́-Фасо́.

## Загальна характеристика
Країна має в своєму розпорядженні запаси золота, цинку, свинцю, нікелю, срібла, вапняк і фосфорити, ртуті, марганцю, мармуру.
Геолого-розвідувальні роботи (ГРР) на золото та інші корисні копалини в Буркіна-Фасо ведуть австралійські, канадські, німецькі, французькі, бельгійські фірми і організації.
За одним з міжнародних проектів створюються геофізичні карти в масштабі 1:200 000.
Активно в галузі ГРР працює в Буркіна-Фасо протягом 2001 фірма Semafo Inc., що базується в Монреалі. Вона оголосила про відкриття значної золотоносної структури в Mana, 200 км на захід від Ouagadougou. Нове відкриття, Wona, розташоване близько 7 км на південь від родов. Nyafe. Запаси в Nyafe — 1 млн т руди з сер. вмістом 8.5 г/т Au. Мінералізація в Wona пов'язана з надзвичайно деформованими кислотними туфами, частково силіфікованими. Запаси золотоносних руд Wona щонайменше 3.46 млн т з вмістом 2.28 г/т Au, оконтурювання проведене по 0.5 г/т Au. Мінералізація простежена до глибини 100 м. Третій об'єкт — Maoula, за 3 км від Nyafe. Він представлений двома зонами мінералізації довжиною 300 м. На глибині 20 м виявлені вміст 12.69 г/т Au.

## Основні корисні копалини Буркіна-Фасо станом на 1998-99 рр
| Корисні копалини       | Запаси       | Запаси   | Вміст корисного компоненту в рудах, % | Частка у світі, % |
| Корисні копалини       | Підтверджені | Загальні | Вміст корисного компоненту в рудах, % | Частка у світі, % |
| Боксити, млн т         | 6            |          |                                       |                   |
| Залізні руди, млн т    | 60           | 1000     | 45 (Fe)                               |                   |
| Марганцеві руди, млн т | 15           | 27       | 51 (Mn)                               | 0,4               |
| Мідь, тис. т           | 170          | 560      | 0,8 (Cu)                              |                   |
| Нікель, тис. т         |              | 1050     | 1,5 (Ni)                              |                   |
| Фосфорити, млн т       | 24           | 60       | 17,6 (Р2О5)                           | 0,47              |
| Цинк, тис. т           |              | 2000     | 18 (Zn)                               |                   |
| Золото, т              | 30           | 89       | 0,5 – 5,2 г/т                         | 0,1               |